# Ark Royal (Schiff, 1587)
Die Ark Royal war eine englische Viermastgaleone des 16. Jahrhunderts und das erste Schiff, das diesen Namen trug. Nach ihrem Einsatz als Flaggschiff wurde Ark Royal („Königliche Arche“) ein Traditionsname der britischen Marine, den der Flugzeugträger Ark Royal als fünftes Schiff übernahm.

## Geschichte
Die viermastige Galeone Ark Royal wurde 1586 von Sir Walter Raleigh in Auftrag gegeben. Ihr Stapellauf war im Jahr 1587, der ursprüngliche Name Ark Raleigh. Königin Elisabeth I. kaufte das Schiff für 5.000 Pfund Sterling und taufte sie auf den Namen Ark Royal um. 1588 war sie das Flaggschiff von Lord Howard of Effingham während des Kampfes gegen die spanische Armada.
Die Galeone wurde 1608 durch König James I. neu aufgebaut und bekam den Namen Anne Royal nach seiner Frau Anna von Dänemark.
Im Jahr 1636 lief die Galeone in der Themse auf Grund und sank. Sie wurde zwar geborgen, wegen der starken Beschädigungen aber abgewrackt.

## Das Schiff

Farbige Illustration der englischen Galeone Ark Royal

Die Ark Royal war eine Viermastgaleone. Die beiden vorderen Masten waren rahgetakelt. Am Bugspriet befanden sich Klüver und Sprietsegel, die mit dem ersten Mast fest verbunden waren. Die beiden hinteren Masten waren jeweils nur mit einem Lateinersegel getakelt. Auffällig waren die großen Krähennester an den ersten beiden Masten. Hauptunterschied zur großen Karacke war der nicht überbordende Aufbau des Vorderkastells. Weitere Unterschiede zur Karacke bildete der Galion sowie die niedrigeren Aufbauten am Oberdeck. Vorderkastell und Heckkastell waren betont schnittig gehalten.
Die Geschütze waren in zwei Batterien entlang des Rumpfes sowie im Heckkastell und im Vorderkastell positioniert. Vier Geschütze waren im Spiegelheck untergebracht. Die Batterien konnten mit Stückpforten verschlossen werden. Kleinere Stücke standen einfach auf dem Oberdeck.

## Abmessungen
- Länge: 36,80 m (ab Bugspriet)
- Breite: 8,75 m
- Tiefgang: 4,75 m
- Verdrängung: 880 t
- Besatzung: 190 Seeleute und 70 Soldaten
- Bewaffnung:
  - 1. Batterie 16 × 18-Pfünder-Kanonen
  - 2. Batterie 12 × 9-Pfünder-Kanonen

und kleinere Stücke